# 柏葉守人
柏葉 守人（かしわば もりと、1951年6月11日 - ）は、日本の元プロボクサー。北海道出身。元日本ジュニアライト級（スーパーフェザー級）チャンピオン、東洋ライト級チャンピオン。世界にタイトルにも2度挑んだ。派手な言動でファンの注目を集め、「和製クレイ」の異名があった。

## 来歴
1969年野口ボクシングジム所属デビュー。エントリした新人王獲得はならなかったが、1971年からは連戦連勝を続け、1973年5月27日、日本ジュニアライト級王座をリッキー沢と争い、4回KO勝ちで王座を獲得した。
同年9月1日、日本武道館にてリカルド・アルレドンドの持つWBC世界ジュニアライト級王座に挑むが、アルレドンドのボディ攻撃に6回KO負けを喫した。（同日同会場ではジョージ・フォアマンが1RKOで世界王座初防衛）
約1年のブランクを経て再起、1975年2月21日にはフレッド・パスターに勝って東洋ライト級タイトルを獲得。そして1976年1月12日、再びWBA世界ジュニアライト級の王座に挑んだが、ベン・ビラフロアの強打に13回KO負け、世界制覇はならなかった。網膜剥離で引退した。

## 通算戦績
29戦23勝（16KO）5敗1引分け